# Линдборг, Сара Юханна
Сара Юханна Линдборг (швед. Sara Johanna Lindborg, род. 8 июля 1998) — шведская спортсменка, борец вольного стиля, двукратный призёр чемпионатов Европы 2020 и 2025 годов. Участница II Европейский игр в Минске.

## Биография
На международных спортивных соревнованиях по борьбе выступает с 2013 года. Победительница чемпионата по борьбе среди северных стран 2018 года, в весовой категории до 57 кг, который состоялся в Швеции.
В 2018 году на чемпионате Европы среди юниоров в Риме в категории до 57 кг завоевала серебряную медаль, уступив в финале россиянке Виктории Ваулиной. На чемпионате мира среди юниоров этого же года она стала третьей, турнир состоялся в словацкой Трнаве.
В 2019 году приняла участие в соревнованиях по борьбе на II Европейских играх в Минске. В весовой категории до 57 кг заняла итоговое седьмое место. В этом же году впервые приняла участие во взрослом чемпионате мира по борьбе, который проходил в Казахстане. Заняла итоговое двадцатое место.
В феврале 2020 года на чемпионате континента в итальянской столице, в весовой категории до 57 кг Сара Юханна в схватке за бронзовую медаль победила спортсменку из России Марину Симонян и завоевала бронзовую медаль взрослого чемпионата Европы, первую столь важную для себя награду в карьере.
В апреле 2025 года на чемпионате Европы в Братиславе в весовой категории до 62 кг завоевала серебряную медаль. В финальной схватке уступила сопернице из Украины Ирине Бондар.